# Змијањски партизански одред
Змијањски народноослободилачки партизански (НОП) одред је био партизанска јединица у саставу Народноослободилачке војске и партизанских одреда Југославије током Другог светског рата у Југославији. 

## Историјат
Формиран је 29. новембра 1943. у засеоку Сарачевац, североисточно од Мркоњић-Града и имао је око 180 бораца; био је под командом Штаба 5. корпуса НОВЈ,
од 4. децембра 1943. под командом Штаба 4. дивизије, а од 26. марта 1944 – 39. дивизије. Дејствовао је највише против четника, а вршио је и акције на непријатељске посаде у долинама Врбаса и Сане и дуж комуникације Бања Лука—Ситница—Мркоњић-Град. Посебно се истакао у борби код села Добрње, јужно од Бање Луке, 4. децембра 1944, у којој је разбио делове једне четничке бригаде. Расформиран је почетком маја 1945.